# 竹中黄山
竹中 黄山(たけなか おうざん、文政2年（1819年） - 明治24年（1891年）)は江戸幕府の旗本。養子縁組により血の繋がりは無いものの羽柴秀吉の軍師竹中重治の子孫で竹中主悦助の長男。本名は重明、通称は図書。

## 経歴
安政6年(1859年)には安政の大獄で、水戸藩の茅根伊予之助に引導を渡す。文久元年(1861年)、病気を理由に隠居し、家督を分家の竹中重固に譲る。郷里美濃岩手(現岐阜県垂井町)の師弟教育にも尽力し、菁莪堂を開設した。出身者にはのちの衆議院議員、神田孝平がいる。
徳川慶喜が鳥羽・伏見の戦いを起こした後の慶応4年（1868年）1月10日に養子・竹中重固が慶喜とともに朝敵となったが、重明は大垣藩を経由して重固を勘当義絶し、朝廷に謝罪恭順した。そのおかげで領地を没収された後、地元美濃岩手300石を朝廷より賜った。明治4年には福岡藩に預かりの身となっていた養子重固を預かった（重固はこの翌年に赦免）。
明治3年(1871年)、竹中黄山と改名した、一度帰農した関係で平民に編入されていたが、明治14年に士族への復籍が認められた。明治16年(1883年)、分家竹中萬寿蔵の二男、賢三(のちの岐阜県会議員竹中重時)を養子に迎えた。菩提寺は垂井町岩手の禅幢寺にある。